# Шелест Іраїда Павлівна
Іраїда Павлівна Шелест (18 березня 1913 — 11 лютого 2007, Київ) — українська політична діячка. Дружина колишнього керівника УРСР, першого секретаря Комуністичної партії України, члена Політбюро ЦК КПРС, голови Ради міністрів УРСР Петра Шелеста.

## Біографічні дані
Народилася 18 березня 1913 року. До війни працювала лікаркою в Харкові. 

Навесні 1942 року в Челябінську одружилася з Петром Шелестом. Сім'я жила дуже дружно, вміла створити затишок. До дітей чоловіка Бориса і Віталія ставилася як до рідних (перша дружина Петра Шелеста померла, коли Борису не було восьми років, а Віталію — півтора року). Зі спогадів Петра Шелеста:
|  | «Розмовляв по телефону зі своїм добрим другом - Іраїдою Павлівною Поповою. Вона скаржилася, що її чоловік навмисне затримує евакуацію її самої, її матері та тітки. Ідуть останні ешелони, а він заявляє: "Я залишаюся в Харкові: німці - культурний народ, і з ними можна буде знайти спільну мову". При розмові Ірина плаче і каже, що з боку Попова це підлий вчинок і що вона одна збирається з Харкова йти пішки. Я запропонував їй, навіть попросив її допомогти мені, - взяти на себе турботу супроводжувати Борю і Вітасика до Челябінська ... » |

Як повідомляє український дипломат В'ячеслав Лузін, у 1972 році Іраїда Шелест здійснила візит до Женеви на запрошення Доктора Ільющенка, що призвело до звільнення українського представника в Міжнародних організаціях в Женеві Юрія Єгорова. Керівниця радянського представництва Зоя Миронова вирішила зустріти Іраїду Шелест як дружину члена Політбюро ЦК КПРС, не зважаючи на статус дружини першого секретаря ЦК Компартії України. Коли Петро Шелест дізнався, що керівник українського представництва в Женеві не брав участі у зустрічі його дружини, то негайно його звільнив.
Жила в Москві. Померла 11 лютого 2007 року. Похована в Києві на Байковому кладовищі поруч з чоловіком.